# Natalie Merchant
Natalie Anne Merchant (Jamestown, 26 de octubre de 1963) es una cantante, instrumentista y compositora estadounidense, de raíces italianas e irlandesas. Fue compositora y una de las vocalistas del grupo 10,000 Maniacs, y desde 1995 inició su carrera como solista.

## Trayectoria
Fue la primera vocalista de la banda 10,000 Maniacs entre 1981 y 1993. Luego emprendió una exitosa carrera como solista. Su primer álbum solista Tigerlily (1995) tuvo tres éxitos en las listas Top 40: «Carnival» (Top10 The Hot 100 Billboard), «Jealousy» (Top23 The Hot 100 Billboard) y «Wonder» (Top20 The Hot 100 Billboard) y obtuvo 5 Platino. 
En 1998 grabó Ophelia (Top8 en Billboard 200) que recibió disco de oro en Estados Unidos y al año siguiente Live in Concert, trabajo que incluyó una selección de sus canciones más importantes y covers de David Bowie «Space Oddity» y Neil Young «After the Gold Rush».  
En 2001, Merchant presentó su disco más aclamado por la crítica, Motherland, y realizó extensas giras por Norteamérica y Europa; además, obtuvo disco de oro en Estados Unidos. En 2003 grabó un álbum independiente de música folk llamado The House Carpenter's Daughter. Ese mismo año, Merchant se casó con el fotógrafo español Daniel de la Calle, a quien conoció en una plaza de toros durante una gira que hizo con R.E.M. Fruto de esa relación, tuvieron una hija que se llama Lucía. En una entrevista en 2012, Natalie indicó que estaba divorciada. En 2005 lanzó el álbum compilatorio Greatest Hits: Retrospective 1995-2005 con canciones de sus primeros 10 años de carrera en solitario. 
En 2010 apareció el disco doble Leave Your Sleep y en 2014 el álbum Natalie Merchant su regreso a las canciones inéditas. En el 2015 lanzó una versión acústica de su álbum debut bajo el título Paradise Is There: The New Tigerlily Recordings y el 2017 apareció The Natalie Merchant Collection box que reúne todo su repertorio solista.
Ha colaborado en discos de Wilco, David Byrne, REM, entre otros. 
Merchant toca el piano y ha escrito y producido casi todas sus canciones. Su trabajo toca temas sociales y políticos.

## Discografía

### Álbumes de estudio
| Año                                                                      | Álbum | Posición en las listas | Posición en las listas | Posición en las listas | Posición en las listas | Posición en las listas | Posición en las listas | Certificaciones (ventas)                              |
| Año                                                                      | Álbum | US                     | US Rock                | US Folk                | AUS                    | NZ                     | UK                     | Certificaciones (ventas)                              |
| ------------------------------------------------------------------------ | --- | ---------------------- | ---------------------- | ---------------------- | ---------------------- | ---------------------- | ---------------------- | ----------------------------------------------------- |
| 1995                                                                     | Tigerlily - Lanzamiento: 20 de junio de 1995 - Discográfica: Elektra Records                                | 13                     | —                      | —                      | 18                     | 14                     | 39                     | - US: 5× Platino - UK: Diamante - AUS: Oro - CAN: Oro |
| 1998                                                                     | Ophelia - Lanzamiento: 19 de mayo de 1998 - Discográfica: Elektra Records                                   | 8                      | —                      | —                      | 56                     | 26                     | 52                     | - US: Platino - CAN: Oro                              |
| 2001                                                                     | Motherland - Lanzamiento: 13 de noviembre de 2001 - Discográfica: Elektra Records                           | 30                     | —                      | —                      | 83                     | 11                     | 102                    | - US: Oro                                             |
| 2003                                                                     | The House Carpenter's Daughter - Lanzamiento: 16 de septiembre de 2003 - Discográfica: Myth America Records | —                      | —                      | —                      | —                      | —                      | —                      |                                                       |
| 2010                                                                     | Leave Your Sleep - Lanzamiento: 9 de abril de 2010 - Discográfica: Nonesuch Records                         | 17                     | 5                      | 1                      | —                      | 30                     | 46                     | - Mundo: 200 000                                      |
| 2014                                                                     | Natalie Merchant - Lanzamiento: 6 de mayo de 2014 - Discográfica: Nonesuch Records                          | 20                     | 5                      | 2                      | 87                     | —                      | 34                     |                                                       |
| "—" indica que el sencillo no fue lanzado o no se posicionó en ese país. | |                        |                        |                        |                        |                        |                        |                                                       |

### Álbumes en vivo
| Año  | Álbum                                                                                 | Posición en las listas |
| Año  | Álbum                                                                                 | US                     |
| ---- | ------------------------------------------------------------------------------------- | ---------------------- |
| 1999 | Live in Concert - Lanzamiento: 9 de noviembre de 1999 - Discográfica: Elektra Records | 82                     |

### Álbumes recopilatorios
| Año  | Álbum                                                                                            |
| ---- | ------------------------------------------------------------------------------------------------ |
| 2005 | Retrospective: 1995–2005 - Lanzamiento: 27 de septiembre de 2005 - Discográfica: Elektra Records |

### EP
| Año  | Álbum                                                                                   | Posición en las listas | Posición en las listas |
| Año  | Álbum                                                                                   | US                     | US Rock                |
| ---- | --------------------------------------------------------------------------------------- | ---------------------- | ---------------------- |
| 2010 | iTunes Sessions - Lanzamiento: 27 de julio de 2010 - Discográfica: Myth America Records | 103                    | 31                     |

### Sencillos
| 1995                                                                     | "Carnival"         | 10 | 8  | 8  | 6  | 12 | 24 | —  | 147 | Tigerlily        |
| 1996                                                                     | "Wonder"           | 20 | 2  | 18 | 7  | 16 | —  | —  | 96  | Tigerlily        |
| 1996                                                                     | "Jealousy"         | 23 | 5  | 17 | 8  | —  | —  | 40 | —   | Tigerlily        |
| 1998                                                                     | "Kind & Generous"  | 18 | 3  | —  | 15 | 32 | —  | —  | —   | Ophelia          |
| 1998                                                                     | "Break Your Heart" | —  | 24 | —  | —  | —  | —  | —  | 124 | Ophelia          |
| 1999                                                                     | "Life Is Sweet"    | —  | 12 | —  | —  | —  | —  | —  | —   | Ophelia          |
| 2001                                                                     | "Just Can't Last"  | —  | 30 | —  | —  | —  | —  | —  | —   | Motherland       |
| 2014                                                                     | "Ladybird"         | —  | —  | —  | —  | —  | —  | —  | —   | Natalie Merchant |
| "—" indica que el sencillo no fue lanzado o no se posicionó en ese país. |                    |    |    |    |    |    |    |    |     |                  |

### Otras apariciones
| Año  | Canción                            | Álbum                     |
| ---- | ---------------------------------- | ------------------------- |
| 1998 | "Birds and Ships"                  | Mermaid Avenue            |
| 1998 | "Way Over Yonder In The Minor Key" | Mermaid Avenue            |
| 2000 | "I Was Born"                       | Mermaid Avenue Vol. II    |
| 2011 | "Learning the Game"                | Listen to Me: Buddy Holly |

### Con 10,000 Maniacs

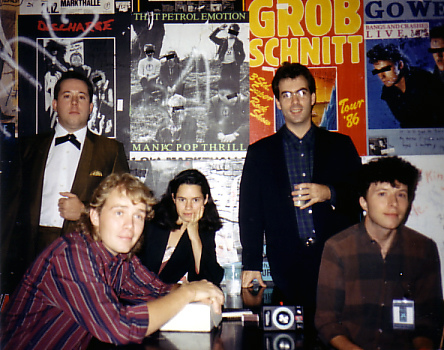
10,000 Maniacs con Natalie Merchant

- Human Conflict Number Five (EP) (1982)
- Secrets of the I Ching (1983)
- The Wishing Chair (1985)
- In My Tribe (1987)
- Blind Man's Zoo (1989)
- Hope Chest: The Fredonia Recordings 1982–1983 (1990)
- Our Time in Eden (1992)
- MTV Unplugged (1993)
- Campfire Songs: The Popular, Obscure and Unknown Recordings (2004)

## Filmografía

### Cine
| Año  | Título                            | Papel                        | Notas             |
| ---- | --------------------------------- | ---------------------------- | ----------------- |
| 1990 | Time Capsule                      | Ella misma                   | Documental        |
| 1996 | One Fine Day                      | Intérprete de "One Fine Day" | Banda sonora      |
| 1998 | Ophelia                           | Intérprete                   | Cortometraje      |
| 1999 | Bringing Out the Dead             | Intérprete: "These Are Days" | Banda sonora      |
| 1999 | Natalie Merchant: Live in Concert | Ella misma                   | Concierto en vivo |
| 2002 | When in Rome                      | Intérprete: "These Are Days" | Banda sonora      |
| 2003 | Cheaper by the Dozen              | Intérprete: "These Are Days" | Banda sonora      |
| 2004 | Purgatory House                   | Intérprete: "My Skin"        | Banda sonora      |
| 2005 | Earthlings                        | Compositora                  | Documental        |
| 2006 | Candida                           | Intérprete: "Motherland"     | Banda sonora      |

### Televisión
| Año  | Título                                                 | Papel        | Notas                                                                          |
| ---- | ------------------------------------------------------ | ------------ | ------------------------------------------------------------------------------ |
| 1988 | Saturday Night Live                                    | Ella misma   | (NBC) 27 de febrero de 1988; canciones: Peace Train y Like The Weather         |
| 1989 | The Arsenio Hall Show                                  | Ella misma   | Canción: "Eat for Two"                                                         |
| 1990 | MTV Unplugged                                          | Ella misma   | MTV                                                                            |
| 1992 | Saturday Night Live                                    | Ella misma   | (NBC) 31 de octubre de 1992; canciones: Candy Everybody Wants y These Are Days |
| 1993 | MTV Unplugged                                          | Ella misma   | Primera artista en hacer una segunda aparición                                 |
| 1993 | Rock & Roll Inaugural Ball                             | Ella misma   |                                                                                |
| 1993 | MTV VMAS                                               | Presentadora | Especial de TV                                                                 |
| 1995 | Concert for Rock & Roll Hall of Fame                   | Presentadora | Cantó "I Know How to Do It"                                                    |
| 1995 | Saturday Night Live                                    | Ella misma   | (NBC) Presentador David Schwimmer                                              |
| 1997 | Sessions at West 54th                                  | Ella misma   | (PBS) Cantó "Planctus" con Philip Glass                                        |
| 1998 | Saturday Night Live                                    | Ella misma   | (NBC) Presentador Matthew Broderick                                            |
| 1998 | Hard Rock Live                                         | Ella misma   | VH1                                                                            |
| 1998 | VH1 Storytellers                                       | Ella misma   | Después publicado como DVD                                                     |
| 1998 | Sessions at West 54th                                  | Ella misma   | (NBC) Presentador David Byrne                                                  |
| 1999 | Man in the Sand                                        | Ella misma   | Documental de televisión                                                       |
| 1999 | Late Night with Conan O'Brien                          | Invitada     | (NBC) Canción: "Life Is Sweet"                                                 |
| 1999 | Lifetime's Intimate Portrait                           | Ella misma   | Biografía                                                                      |
| 2000 | ABC 2000: The Millennium                               | Intérprete   | Cantó "Kind and Generous"                                                      |
| 2001 | Come Together: A Night for John Lennon's Words & Music | Intérprete   | Canción: "Nowhere Man"                                                         |
| 2001 | Up Close and Personal                                  | Intérprete   | Cantó: Oxygen                                                                  |
| 2002 | Austin City Limits                                     | Intérprete   | PBS                                                                            |
| 2003 | Go Further                                             | Ella misma   | Documental de televisión                                                       |
| 2010 | Good Morning America                                   | Intérprete   | ABC News                                                                       |

### Talks shows
| Talk Shows                      | Años                                           |
| ------------------------------- | ---------------------------------------------- |
| The Arsenio Hall Show:          | 1989                                           |
| Late Show with David Letterman: | 1995, 1995, 1996, 1998, 1999, 2001, 2001, 2004 |
| The Rosie O'Donnell Show:       | 1996, 1996, 1998, 1998, 1999, 1999, 2001, 2002 |
| The Tonight Show with Jay Leno: | 1992, 1993, 2001, 2002, 2010                   |
| The Katie Show                  | 2014                                           |